# ليون غوردون
ليون غوردون (بالإنجليزية: Leon Gordon)‏ هو منافس ألعاب قوى جامايكي، ولد في 1 يوليو 1974.

## وصلات خارجية
- ليون غوردون على موقع الاتحاد الدولي لألعاب القوى (الإنجليزية)
- ليون غوردون على موقع اللجنة الأولمبية الدولية (الإنجليزية)
- ليون غوردون على موقع أوليمبيديا (الإنجليزية)